# Крин, Том
Том Крин (англ. Thomas Crean; 16 февраля 1877, Анаскол, Великобритания — 27 июля 1938, Корк, Манстер) — моряк, путешественник, участник трёх антарктических экспедиций под руководством Роберта Скотта и Эрнеста Шеклтона, известный под прозвищем Ирландский Великан (англ. Irish Giant).

## Биография
Том Крин родился 20 июля 1877 года в деревушке Аннаскаул на полуострове Дингл в графстве Керри, Ирландия. Один из десятерых детей в семье. В возрасте 15 лет поступил на службу в Королевский флот, где к 22-м годам дослужился до звания старшины. Во время прохождения службы на борту HMS Ringarooma, в 1901 году Крин оказался в Крайстчерче, Новая Зеландия, где присоединился к первой экспедиции Скотта в должности матроса на экспедиционном судне «Дискавери», бросившем якорь в порту и нуждавшемся в дополнительном экипаже. В экспедиции сыграл значительную роль, принимая деятельное участие в работе береговой партии и нескольких санных походах. Скотт был впечатлён деятельностью Крина, и по возвращении из экспедиции он был повышен до старшины первого класса.
Спустя пять лет, когда Скотт набирал состав участников своей второй экспедиции, Том Крин был зачислен в неё одним из первых в качестве санного мастера и ответственного за пони. Крин, небезосновательно, считал, что должен войти в состав полюсной партии Скотта, но тот в последний момент принял иное решение.

Он изменил своё решение, и дальше на юг двинулась партия из пяти человек: Скотт, Уилсон, Бауэрс, Отс и старшина Эванс. Я уверен, что Скотту хотелось повести к полюсу как можно больше людей. Назад он отослал троих — лейтенанта Эванса — за главного, Лэшли и Крина… Последняя вспомогательная партия (лейтенант Эванс, Лэшли, Крин) повернула назад с широты 87°32' 4 января 1912 года. Мыса Хат достигла 22 февраля 1912 года.
На обратном пути в последней вспомогательной партии от последствий цинги сдал лейтенант Эванс. К 18 февраля, всего за 30 миль (56 км) от мыса Хат-Пойнт, он был не в состоянии передвигаться самостоятельно и Крин отправился ему за помощью. Менее чем за сутки Крин добрался до мыса Хат-Пойнт и вызвал помощь терпящей бедствие партии. За этот марш-бросок Крин позже был награждён медалью Альберта. В октябре-ноябре 1912 года Том Крин принял участие в походе по поиску тел Скотта и полюсной партии (останки партии были найдены 12 ноября 1912 года). По злой иронии судьбы Крин и Уильям Лешли оказались последними из тех, кто видел Скотта и его партию уходящими к полюсу, и первыми, кто обнаружил их тела.
После возвращения домой Крин продолжил военную службу до тех пор, пока Шеклтон не начал набор участников в свою Имперскую трансантарктическую экспедицию, куда Крин был принят без собеседования на должность второго помощника капитана. В экспедиции Том сыграл значительную роль, а после того, как экспедиционное судно Эндьюранс было раздавлено льдами в море Уэдделла, а экипаж судна на лодках достиг острова Мордвинова (Элефант), принял вместе с Шеклтоном участие в эпическом плавании за спасением на шлюпке Джеймс Кэрд к острову Южная Георгия.
Из воспоминаний Шеклтона: 

Одним из воспоминаний, что приходят ко мне о тех днях, является пение Крина у румпеля. Он пел всегда, когда сидел на руле, и никто никогда так и не догадался, что же это была за песня. Она была лишена мелодии и более походила на монотонное пение буддистскими монахами своих молитв, но почему-то было весело.
После того, как Шеклтон достиг Южной Георгии, Крин вместе с Шеклтоном и Фрэнком Уорсли принял участие в невероятном 36-часовом переходе через остров Южная Георгия от залива Кинг Хаакон Бэй до поселка китобоев Стрёмнесс. Из воспоминаний Шеклтона:

Когда я мысленно возвращаюсь назад в те дни, то не сомневаюсь, что нас вело Провидение, и не только через снежные поля, но и через штормовой океан, отделявший остров Элефант от места высадки в Южной Джорджии. Я знаю, что во время этого долгого и мучительного тридцати шести часового перехода через безымянные горы и ледники Южной Джорджии мне часто казалось, что нас было четверо, а не трое. Я тогда ничего не сказал своим спутникам, но позже Уорсли признался мне: «Босс, у меня на марше было странное ощущение, что с нами был ещё один человек». Крин признался в той же мысли. В попытке описать вещи нематериальные явно ощущается «убогость слов людских и тленность смертной речи»… 
По возвращении на родину Крин продолжил морскую карьеру. В первую мировую служил в Королевских ВМС на борту эсминца Колин. После войны Шеклтон предложил Крину вернуться в Антарктику с его экспедицией на «Квесте», но Том отказался, предпочтя путешествию спокойную и тихую семейную жизнь (Крин женился в 1917 году на возлюбленной детства Нэлл Хёлихай (Nell Herlihy), когда ему было 40 лет, а ей — 36). В 1927 году Том с женой открыли паб в родной деревушке Аннаскаул и назвали его «Южный полюс». Том Крин умер 27 июля 1938 года в возрасте 61 года от острого перитонита.

## Память
В честь Тома Крина названы гора Маунт-Крин (2,630 м) на Земле Виктории, Ледник Крина (Южная Георгия), Крин-Лейк (озеро Крина) (Южная Георгия).